# Filarca
Un filarca (en griego: φύλαρχος, phýlarchos; en latín: phylarchus) es un título griego que significa 'gobernante de una tribu', de phyle, 'tribu' y archein, 'gobernar'.
En la Atenas clásica, un filarca era el comandante electo de la caballería proporcionada por cada una de las diez tribus de la ciudad.
En el Imperio romano tardío de los siglos IV al VII, el título era otorgado a los principales príncipes de los aliados árabes del Imperio de Oriente (esencialmente el equivalente a 'jeque'), tanto los que se establecieron dentro del Imperio como fuera de él. De c. 530 a c. 585, los filarcas individuales estaban subordinados a un filarca supremo de la dinastía gasánida.